# Chef d'escadron
 (avril 2025).
Si vous disposez d'ouvrages ou d'articles de référence ou si vous connaissez des sites web de qualité traitant du thème abordé ici, merci de compléter l'article en donnant les références utiles à sa vérifiabilité et en les liant à la section « Notes et références ».
Le chef d'escadron, CEN en abrégé, est un commandant dans l'artillerie, l'arme du train (logistique) et la gendarmerie.

## Description

### Chef d'escadron

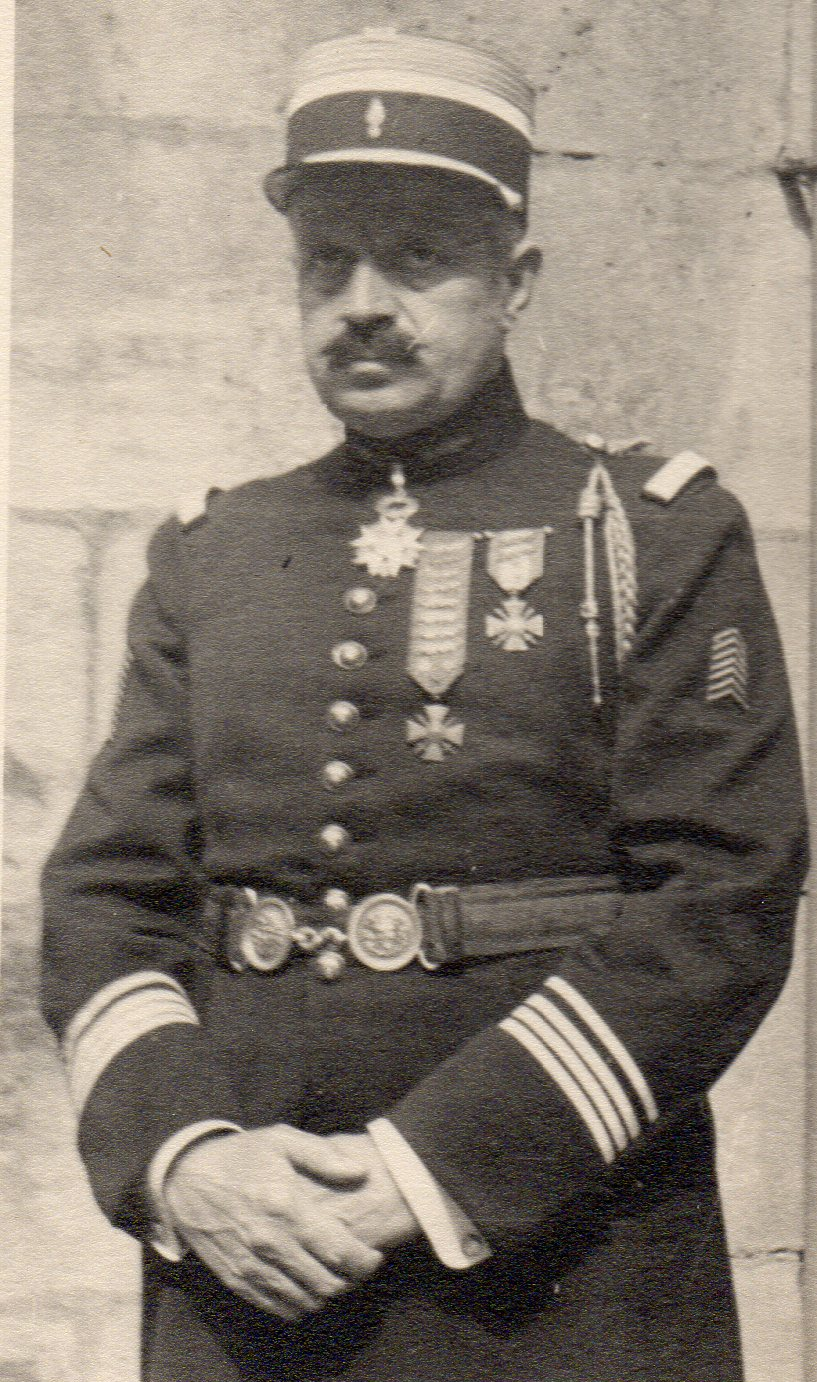
Un gendarme, chef d'escadron.

En France, appellation alternative à celle de « commandant », le premier grade d'officier supérieur, dans certaines armes de l'Armée de terre et de la gendarmerie. L'appellation équivalente dans l'infanterie et le génie, par exemple, est « chef de bataillon » (CBA en abrégé).
Un subordonné s'adresse au chef d'escadron en l'appelant « Mon commandant » si c'est un homme et s'il en est un soi-même, ou « Commandant » si c'est une femme (car « mon » est une contraction de « monsieur ») ou une personne qui n'a jamais servi sous les drapeaux (traditionnellement, tous les hommes utilisent « Mon commandant »). En revanche, l'expression « le chef d'escadron N. » s'utilise à la place de « commandant N. ».
Ces appellations anciennes sont des survivances du temps où les régiments étaient si gros qu'il fallait les diviser pour manœuvrer (le commandement se faisait à la voix ou à la trompette). Ces composantes régimentaires étaient les bataillons, les groupes d'escadrons (cavalerie) ou les groupes de batteries (artillerie).

### Chef d'escadrons

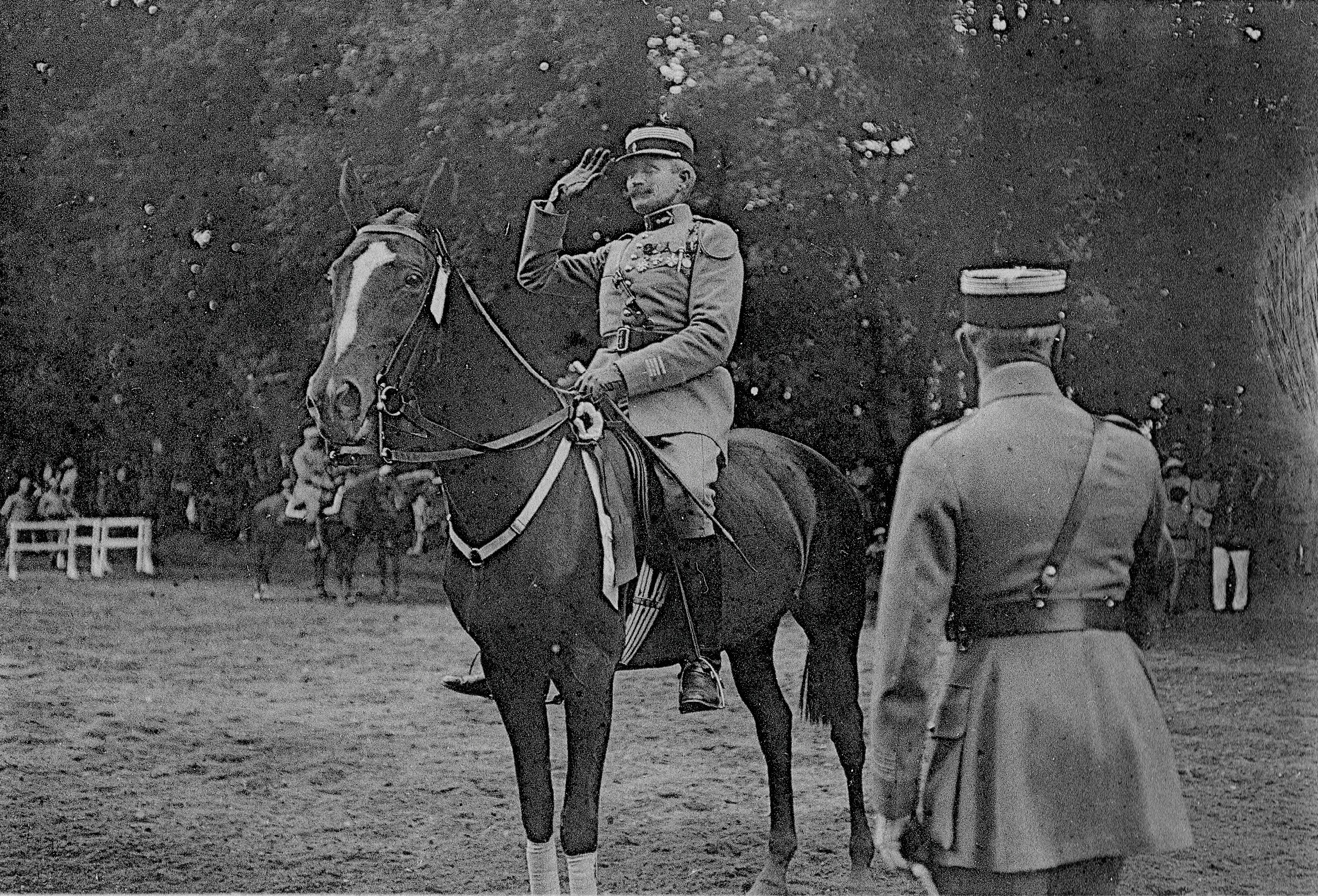
Un cavalier, chef d'escadrons (en 1922).

Au même grade, dans l'arme blindée cavalerie (ABC), l'officier s'appelle un chef d'escadrons (CES en abrégé), au pluriel. Afin de faire sentir ce particularisme grammatical et culturel, certains n'hésitent pas à prononcer le fameux « s » final. Au-delà de l'affectation, cela permet de ne pas avoir à préciser que le « chef d'escadrons N. » est un cavalier, et non un artilleur ou un officier du train. Les régiments d'artillerie blindée utilisent l'appellation "chef d'escadrons" puisqu'ils ont une tradition de cavaliers.
Dans l'arme blindée cavalerie et dans le train, l'escadron (unité élémentaire identique à la compagnie pour les autres armes) est commandé par un capitaine commandant d'unité élémentaire (CDU). Le chef d'escadron (au singulier) est donc un capitaine et non pas un commandant.